# Mutarotation
Mutarotation är förändring i den optiska rotationen, det vill säga hur mycket planpolariserat ljus vrider sig när man genomlyser en lösning med kolhydrater, beroende på vilka stereoisomerer som finns i lösningen.
Mutarotation upptäcktes av den franske kemisten Augustin-Pierre Dubrunfaut 1846.

## Exempel

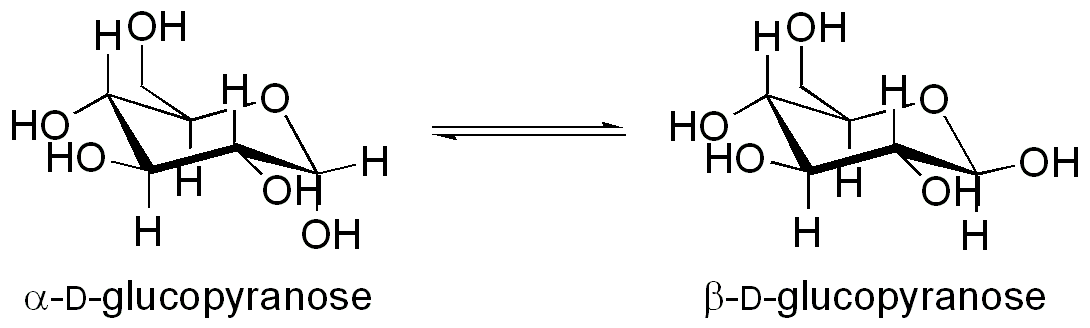
Stereoisomera formerna av glukos. Skillnaden syns till höger på de olika formerna, α har sin -OH-grupp neråt medan β har sin uppåt

De olika formerna av D-glukos vrider ljuset olika mycket om man lyser igenom dem. Har man en lösning av dem så ställer det in sig en jämvikt mellan dem, och det blir alltid samma koncentrationer av de båda typerna av glukos. Denna jämvikt har ett så kallat specifikt rotationsvärde, hur mycket ljuset har vridits. Tar man och löser α-D-glukos i vatten kommer vissa av molekylerna att räta ut sig och strukturera om sig så att det bildas β-D-glukos också. Detta sker hela tiden och det är inte statiskt, utan även β kommer att gå tillbaks till α, men jämvikten kommer att infinna sig. Under tiden som lösningen går mot sitt jämviktsläge kommer det planpolariserade ljusets vridning att förändras, och det är denna förändring som kallas för mutarotation.